# Canarinhos de Petrópolis
O Instituto dos Meninos Cantores de Petrópolis administra a educação de crianças e jovens, dos 8 aos 18 anos de idade, através do Curso de Aprendizes e dos corais Canarinhos de Petrópolis, Meninas dos Canarinhos de Petrópolis e Coro de Câmara.
A instituição prima por garantir o alto nível de formação musical, permitindo a esses jovens desfrutar de um ensino de qualidade e de uma convivência sadia que enriquece a cada um para toda a vida. A música lhes oferece um caminho infinito de emoções e possibilidades. Além de nossos corais que há tantos anos encantam platéias pelo mundo afora, temos a Orquestra Filarmônica de Petrópolis e a Escola de Música para ensino de canto e instrumentos. O IMCP também realiza concertos, eventos e promove o intercâmbio com artistas estrangeiros.
O Instituto dos Meninos Cantores de Petrópolis é uma instituição filantrópica, de utilidade pública municipal, estadual e federal, sem fins lucrativos, que oferece formação coral inteiramente gratuita, sendo pagos apenas os cursos de instrumentos.

## Coral dos Canarinhos de Petrópolis
Criado em 1942, o Coral dos Canarinhos de Petrópolis tem uma trajetória marcada pela tradição e pelo pioneirismo. Coro de meninos mais antigo do Brasil, o grupo vocal realizou milhares de apresentações no Brasil e no exterior ao longo dos mais de 75 anos de história. Quase três mil vozes passaram pelos Canarinhos de Petrópolis, marcando a história do coro e da música sacra brasileira.

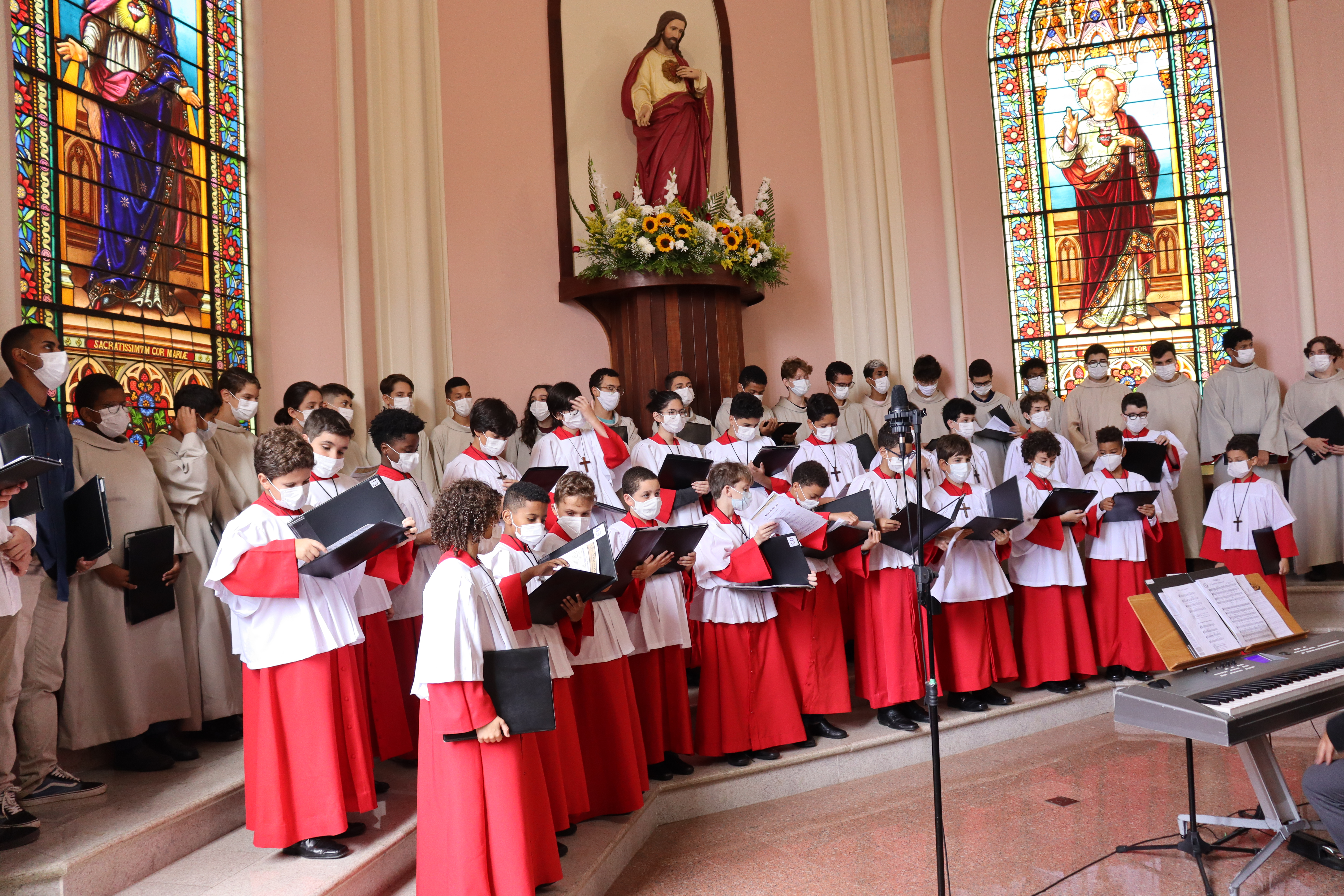
Corais dos Canarinhos de Petrópolis durante Celebração Eucarística (2022)

A trajetória dos Canarinhos conta com uma ampla discografia. Ao todo, 18 Cds foram gravados, os dois últimos em 2012, durante as comemorações pelos 70 anos. Destaque para o cd “Reflexos do Brasil”, trabalho inédito que reúne músicas sacras brasileiras, todas contemporâneas. Importante contribuição para o mercado de música erudita brasileira e internacional, o CD é composto por 14 músicas e dividido em três partes.
No mesmo ano, o coral lançou no Brasil e na Alemanha, um CD com canções natalinas alemãs. Segundo álbum destinado à Alemanha, “Ó Vinde ver já nasceu” foi o resultado de um trabalho desenvolvido em 2009, quando lançaram o álbum “Christus est Natus”, que teve tiragem de 300 mil exemplares. Ambos foram patrocinados pela Missionszentrale der Franziskaner.
No currículo, estão listadas apresentações memoráveis. Por três vezes, os meninos cantaram para o Papa João Paulo II (nos anos 1980, em 1997 e em 2000). Entre os concertos de maior destaque estão o show realizado no Palácio Quitandinha, em dezembro de 2009, com a Orquestra Filarmônica de Petrópolis; e a participação no Projeto Aquarius, em 2005, na praia de Copacabana, junto com a Orquestra Petrobras Sinfônica e a Orquestra Sinfônica de Porto Alegre. Em 2012, participaram do projeto +Criança na Rio +20. Em agosto deste ano, apresentaram-se ao lado da Orquestra Petrobras Sinfônica no Theatro Municipal do Rio de Janeiro. No programa da apresentação, estava o maior clássico da música erudita: “O Messias”, de Händel.[carece de fontes?]
Mas o trabalho dos Canarinhos ultrapassa as fronteiras do Brasil. A primeira viagem internacional aconteceu em 1974, quando eles percorreram durante dois meses e meio a Itália e a Alemanha. Em 1979 e 1982, o coral esteve na Venezuela. O retorno à Alemanha aconteceu em 1991, com apenas seis cantores. Em 1993, a viagem aos Estados Unidos durou duas semanas e a penúltima turnê aconteceu em 2000 pela Europa. Em 2013, o coral foi um dos destaques do “Iguazu em Concierto”, realizado na cidade de Puerto Iguazu, na Argentina.

## Discografia
- 1999 - Os Canarinhos de Petrópolis - CD
- 1965 - Música divina (Participação) - Copacabana - LP[7]
- 1960 - Coral dos Canarinhos de Petrópolis - LP
- 1955 - Música sacra - Coro do Instituto dos Meninos Cantores de Petrópolis - LP[7]
- 1955 - Canções de Natal - LP[7]
- 1950 - Ó anjos celestes/O magnum misterium - Continental - 78rpm[7]
- 1949 - O salutaris hostia! - Continental - 78rpm[7]

## Coral das Meninas dos Canarinhos de Petrópolis
Fundado em 1988 por Frei José Luiz Prim, o Coral das Meninas dos Canarinhos de Petrópolis é mantido pelo Instituto dos Meninos Cantores de Petrópolis. Atualmente, 56 meninas compõem o coro que tem em seu repertório música sacra, folclórica e popular.

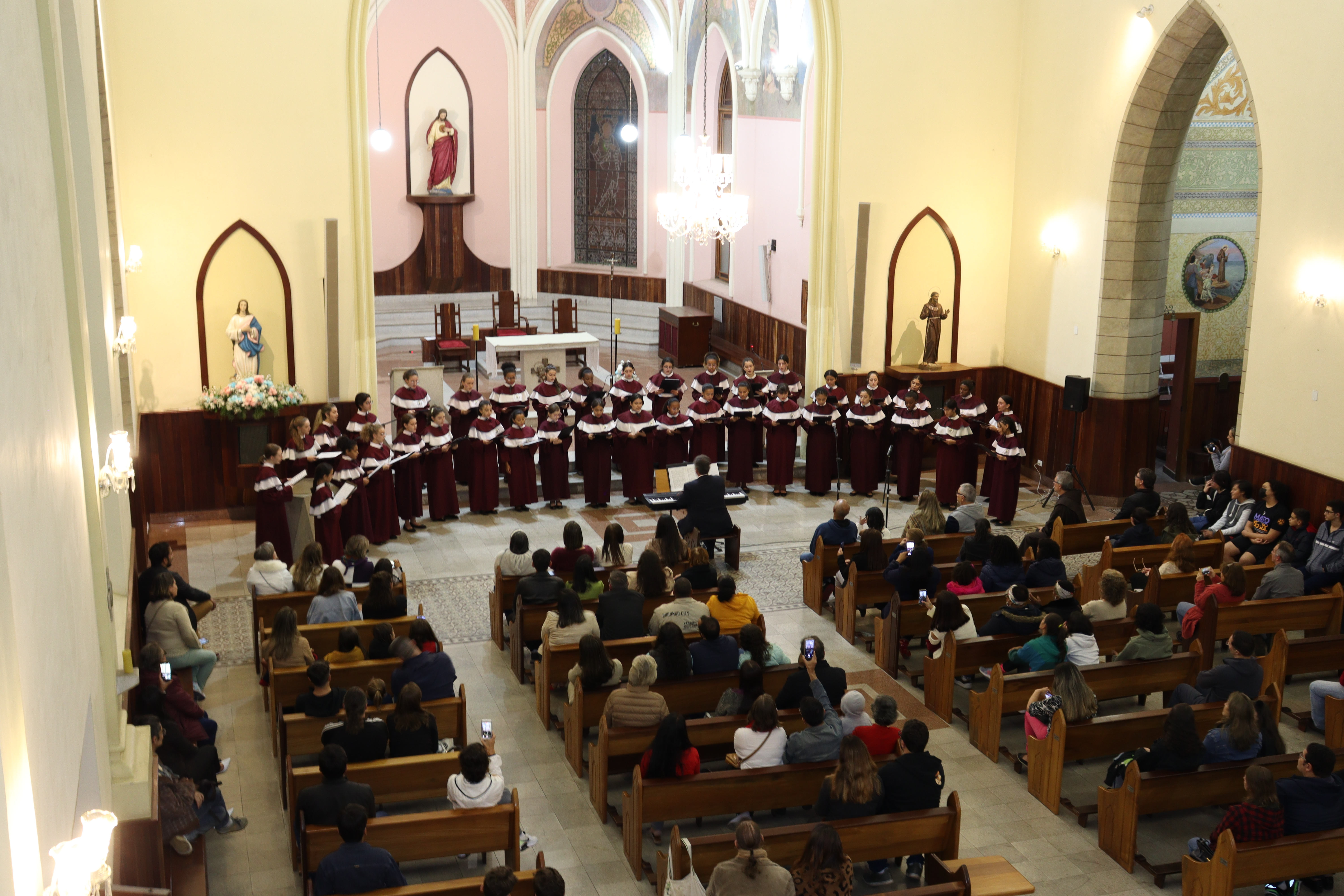
Coral dos Meninas dos Canarinhos de Petrópolis durante Concerto na Igreja do Sagrado Coração de Jesus (2022)

Em sua trajetória destaca-se a participação no Projeto Aquarius, cantando a Sinfonia nº 8 “dos MIL” de Mahler; no Tour da Experiência, onde a história de Petrópolis é contada e cantada; e no projeto MPB em Conversa, que fala sobre o ciclo da música popular brasileira, relacionada à história do Brasil. O Coral das Meninas dos Canarinhos também realizou turnês em diversas regiões do país e em Portugal durante as comemorações dos 500 anos do Descobrimento do Brasil, e teve participação em duas faixas na gravação de um CD de MPB, junto com o Coral dos Canarinhos.
Em 2014, um passo importante para a história do Coral foi dado. Depois de 26 anos de existência, o Coral das Meninas dos Canarinhos de Petrópolis preparam seu primeiro CD, que contará com três canções inéditas, compostas pelos Maestros Marco Aurélio Lischt, Antônio Gastão e Alexandre Schubert, produzidas especialmente para o disco. A gravação contou com os técnicos Márcio Werderits e Alexandre Rabaço. 
Durante as quase três décadas de existência, apenas três maestros estiveram à frente do coral: a professora Silvia Muniz, o maestro Gilberto Bittencourt e, desde 1998, o maestro Marcelo Vizani. 
Coral das Meninas dos Canarinhos de Petrópolis já viajou para Portugal e esteve em diversas regiões do Brasil. As turnês artísticas se tornam fundamentais na formação dessas jovens. Além de levar sua música, as meninas são incentivadas a conhecer a cultura dos locais visitados.

## Coro de Câmara
Fundado em 30 de setembro de 2021 por Frei Marcos Antônio de Andrade, Marco Aurélio Lischt e Rose de Mello, o Coro de Câmara Canarinhos de Petrópolis tem em seu histórico apresentações memoráveis com obras de alta qualidade e de grande relevância. Com o propósito de ter um repertório diferenciado, o grupo vocal apresenta composições de grande envergadura que abrange desde a música medieval até a música contemporânea, com especial destaque para a música popular brasileira e o pop internacional.
O Coro de Câmara Canarinhos de Petrópolis já se apresentou em concertos de Natal, casamentos e em eventos temáticos ao longo deste primeiro ano de existência. Desde a sua fundação, o Coro de Câmara está sob a regência e direção artística do maestro Marco Aurélio Lischt.

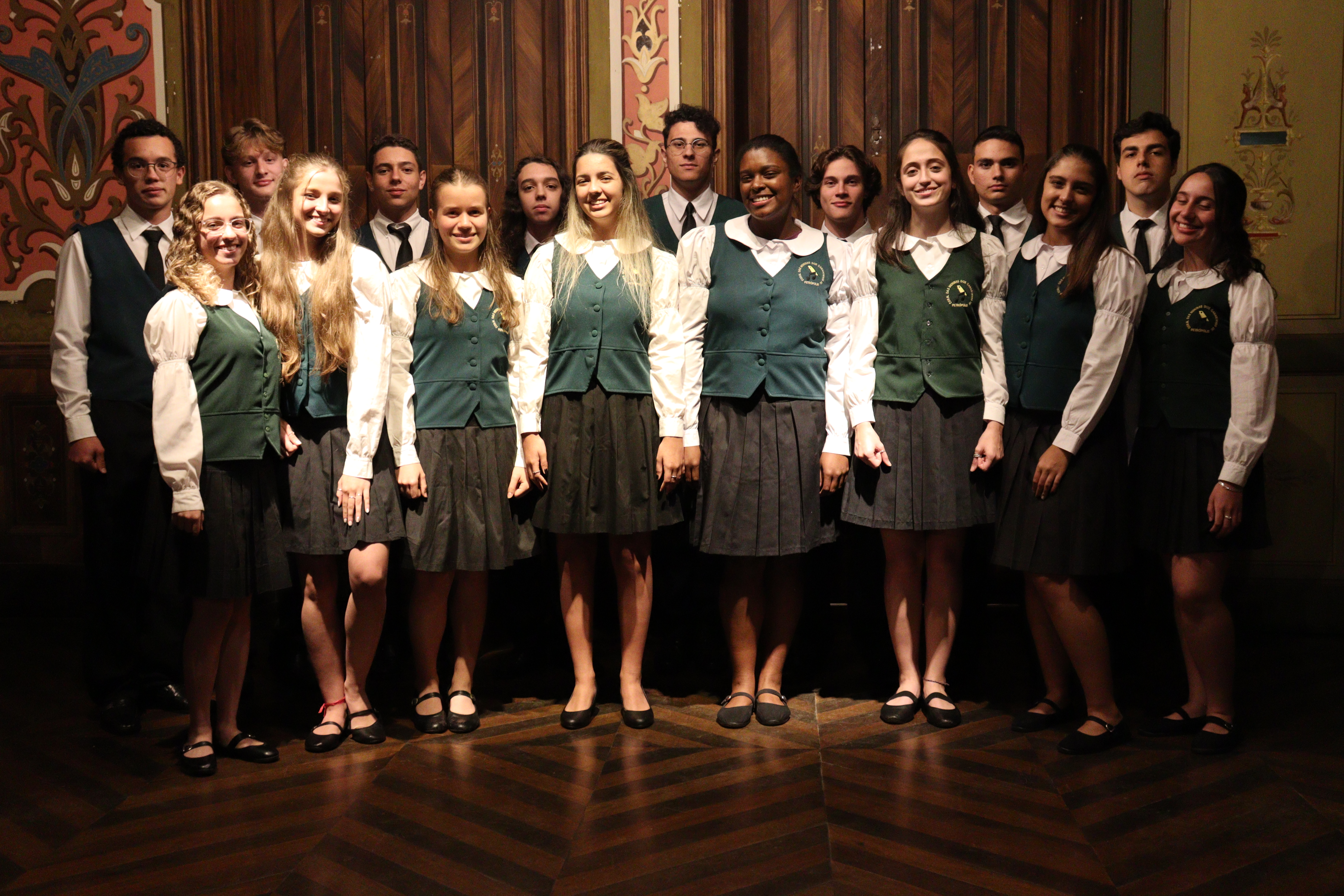
Coro de Câmara Canarinhos de Petrópolis (2022)